# سبارتا روتردام
سبارتا روتردام هو نادي كرة قدم هولندي تأسس عام 1888 م، يقع ملعب النادي في مدينة روتردام ويسمى ملعب هيت كاستيل ويتسع لحوالي 12 ألف متفرج، يلقب النادي بلقب ( Kasteelheren ) و هي كلمة هولندية وتعني أمراء القلعة، تعتبر مباراة نادي سبارتا روتردام  مع فريق فينورد روتردام هي مباراة الديربي .